# ホーム・スイートホーム
『ホーム・スイートホーム』は、2000年に公開された栗山富夫監督の日本映画。2003年には『ホーム・スイートホーム2 日傘の来た道』が公開された。どちらも高齢者問題をテーマにしている。

## 概要
この映画は、市民による、市民の手造りの映画である。
市民の映画を市民の手造りで作るという志の下に、2000年、東京都中小企業家同友会の有志の出資により、製作会社「有限会社シネマエンジェル」が設立された。スポンサー調達、プロデュース、広報、営業、配給、上映の手配など全てが、市民という素人によって進められた。製作費については「市民ファンド」による調達もされた。
高齢者問題をテーマにしている映画では大手映画会社の配給網に相手にされないことから、全国上映については、「デイ・プロモーター方式」と銘打った、自主配給・自主上映方式が導入された（一部の大都市圏では単館上映された）。
全国上映が始まると、口コミで評判が広まり、第1作は全国1000箇所で上映された。2007年の現在でも、第2弾は全国各地で上映されている。

## 第1作「ホーム・スイートホーム」
2000年11月18日に一般公開された。
- ロケ地協力：岩手県岩手町
- 製作者：三宅一男
- 原作・脚本：松山善三
- 監督：栗山富夫
- 音楽：甲斐正人
- 撮影：佐々木原保志
- キャスト
  - 山下宏：神山繁
  - 山下和代：酒井美紀
  - 山下太郎：小林稔侍
  - 山下菊子：風吹ジュン
  - 城山昌子：横山通乃
  - 溝口松子：喜多嶋舞
  - 溝口史郎：戸田昌宏
  - 佐々木勉：向井智紀
  - 田村ゆき：藤代佳子
  - 甲川道子：大保道代
  - 鈴木元子：深町稜子
  - 村越りん：安田真智子
  - 警察官：笹野高史、中村梅雀
  - 菊寿司職人：原一平

## 第2作「ホーム・スイートホーム2 日傘の来た道」
2003年11月18日に一般公開された。
愛媛県今治市が物語の舞台となり、地元の全面協力により撮影された。
- ロケ地：タオル美術館ASAKURA、松山空港、伊予桜井駅、日本食研、今治造船、四国霊場第58番札所仙遊寺、越智無線パーツ
- 製作：キネマ・エンタープライズ、TBS、木下プロダクション、シネマエンジェル
- 脚本：高橋正圀
- 企画・監督：栗山富夫
- 音楽：かしぶち哲郎
- 撮影：佐々木原保志
- キャスト
  - 正岡秀清：柴田恭兵
  - 正岡秀臣：財津一郎
  - 正岡律子：石田えり
  - 村上貫太郎：織本順吉
  - 村上和歌子：原日出子
  - 正岡明日香：冨貴塚桂香
  - 正岡秀一：浅利陽介
  - 秋野太作、藤岡弘、、ウガンダ・トラ、渡辺哲、川島雅枝、横山通乃